# Amaury de Riencourt
Amaury de Riencourt, né le 12 juin 1918 à Orléans et mort le 13 janvier 2005 à Bellevue, est un historien, spécialiste de l'Asie du sud, indianiste, sinologue, tibétologue, américaniste et écrivain français.

## Biographie
Amaury de Riencourt est né à Orléans dans une famille de la noblesse française dont l'origine remonte au moins au XIIe siècle. Il a obtenu un diplôme universitaire à la Sorbonne et une maîtrise à l'université d'Alger.
En 1947, il se rendit au Tibet et séjourna à Lhassa pendant cinq mois, et déclara que ce pays se gouvernait seul dans tous les domaines, comme une nation indépendante,, ajoutant que les ordonnances de son gouvernement avaient cours dans tout le pays.
En 1958, après l'annulation de la visite de Jawaharlal Nehru au Tibet, ce dernier confia ses doutes à Amaury de Riencourt à la suite des déclarations de Zhou Enlai prétendant qu'il serait en danger s'il se rendait au Tibet. C'est Zhou Enlai qui serait en danger à Lhassa, précisait Nehru, pas lui.
L'ancien ministre indien K. Natwar Singh, qui a fréquenté Amaury de Riencourt pendant 43 ans, écrit en 2002 que celui-ci avait prédit dans L'ère des nouveaux césars (The Coming Caesars) et L'Amérique impériale (The American Empire), des ouvrages publiés respectivement en 1959 et 1970, que le président américain s'arrogerait des pouvoirs que la Constitution américaine n'a pas attribué au pouvoir exécutif, ce qui s'est produit après le 11 septembre 2001, et que les États-Unis seraient le pays le plus puissant au monde, à un niveau jamais atteint.
Amaury de Rieucourt a résidé à Genève en Suisse.

## Publications
- Le Toit du monde : Tibet et Asie, traduit de l'anglais par René Jouan, 1955, Éditions France-Empire.
- L'ère des nouveaux césars, Robert Laffont, 1959.
- L'Âme de la Chine, traduction de Jacques Brécard, A. Fayard, 1960.
- L'Amérique impériale, Gallimard, 1970.
- L'œil de Śiva : la convergence du mysticisme oriental et de la science occidentale, , traduction de Jacques Guiod, Interéditions, 1980,  (ISBN 2729607358 et 9782729607357)
- L'Âme de l'Inde, traduit par Claude B. Levenson, 1985, Julliard/L'âge d'homme,  (ISBN 2260004253 et 9782260004257)
- (en) Lost World - Tibet, Key to Asia, Victor Gollancz, London, 1950
- (en) Sex and Power in History, Dell pub, 1974.
- (en) A Child of the Century, Honeyglen Pub., 1996
- (en) Woman and Power in History, Sterling Publishers Private Ltd., 1997